# 加斯帕·尚伯格
加斯帕·尚伯格（德語：Caspar Schamberger，1623年9月11日—1706年4月8日）是萊比錫出身的外科醫師、商人。1649年，作為荷蘭東印度公司的外科醫前往日本長崎出島。1649年至1651年，旅居日本，成為蘭方醫學史上最初的流派之祖（「加斯帕流外科」）。歸國後，成為成功的商人。

## 脚注
1. ↑  富士川游. . 書物展望社. 1942: 57.